# Edna Cintrón
Edna Troche Cintrón (14 tháng 10 năm 1954 – 11 tháng 9 năm 2001), còn được gọi là Người phụ nữ vẫy tay hay Waving Women, là trợ lý hành chính của công ty Marsh McLennan tại Trung tâm Thương mại Thế giới, người đã thiệt mạng trong Sự kiện 11 tháng 9. Cô nổi tiếng nhờ một số video và bức ảnh ghi lại cảnh cô vẫy tay tại địa điểm va chạm của Chuyến bay 11 của American Airlines chỉ vài phút sau khi va chạm cho đến ngay trước khi Tháp Bắc sụp đổ.

## Tiểu sử

### Cuộc sống ban đầu
Edna Troche Cintrón - sinh ra tại Puerto Rico vào ngày 14 tháng 10 năm 1954 và chuyển đến New York khi cô khoảng năm tuổi. Edna có một chị gái, Myrna, và một anh trai. 
Edna lớn lên trên phố Delancey ở Hạ Manhattan, và những năm đầu đời của cô trôi qua với sự nghèo đói. Mẹ cô làm việc tại hội đồng giáo dục của thành phố và có ít nguồn tài chính. Edna chỉ học đến lớp mười một, không tốt nghiệp trung học, mặc dù trong những năm cuối đời, cô đã chuẩn bị để lấy bằng GED - một bằng cấp tương đương với bằng tốt nghiệp trung học.

### Hôn nhân và công việc
Cintrón gặp hôn phu tương lai của mình, William Cintrón, vào năm 1987 trong một lần đến thăm nhà bạn gái của anh trai cô ở Thượng Manhattan. Không giống như Edna, William, kém cô hai tuổi, đã từng kết hôn và có hai con. Hai tháng sau khi gặp nhau, họ chuyển đến một căn hộ ở Brooklyn và kết hôn hai năm sau đó. Cặp đôi không có con do Edna không thể mang thai, mặc dù cả hai đều cân nhắc đến khả năng nhận con nuôi, mặc dù họ đã hoãn lựa chọn này do vấn đề tài chính. Sống tại một khu phố ở Queens trong chín năm cuối của cuộc hôn nhân, Edna và William thường đi du thuyền, ghé thăm những nơi như Bermuda, Mexico và Jamaica. Họ cũng thường đi du lịch đến Công viên Tiểu bang Bear Mountain và ghé thăm các sòng bạc ở Atlantic City.
Cô là một người hâm mộ sưu tầm tranh vẽ và tượng thiên thần, bắt đầu làm việc ở Hạ Manhattan vài năm trước vụ tấn công, đầu tiên là tại Trung tâm Tài chính Thế giới và sau đó là tại Trung tâm Thương mại Thế giới, trong bộ phận hỗ trợ vi tính của công ty bảo hiểm Marsh & McLennan, nơi cô làm việc với tư cách là trợ lý quản trị viên kế toán tại tầng 97 của Tháp Bắc.

## Cái chết

Lỗ hổng do Chuyến bay 11 tạo ra. Khi ta phóng to ảnh sẽ thấy có hai chấm cam, đó chính là Edna và một người đàn ông. Edna đang đứng dựa vào cột thép, vẫy tay phải.

Vào lúc 8:46 sáng ngày 11 tháng 9 năm 2001, Chuyến bay 11 của American Airlines, một chuyến bay chở khách nội địa bị cướp, đã đâm vào Tháp Bắc của Trung tâm Thương mại Thế giới, giữa tầng 93 và tầng 99, phá hủy mọi lối thoát hiểm dẫn đến các tầng thấp hơn, đồng thời cũng làm mắc kẹt và giết chết tất cả những người ở phía trên tầng 91. Ban đầu người ta tin rằng tất cả những người ở các tầng đó đã chết vì vụ va chạm. Nhưng có một số video và ảnh về lỗ hổng do máy bay để lại cho thấy một người phụ nữ còn sống bên trong lỗ hổng, thường được xác định là Edna Cintrón, đang vẫy tay với mọi người trên phố bên dưới. Nạn nhân xuất hiện bên ngoài giữa cột thép và dựa vào một cột của tòa nhà trong khi vẫy tay phải.
Tên của Cintrón có trên Đài tưởng niệm Quốc gia ngày 11 tháng 9 ở Hồ Bắc mang số hiệu N-12, và cũng có trên Đài tưởng niệm Marsh và McLennan ngày 11 tháng 9.